# Olympia (Film)
Olympia ist der Titel eines inszenierten zweiteiligen Propagandafilms der deutschen Regisseurin Leni Riefenstahl aus dem Jahr 1938. Der Film dokumentiert propagandistisch die während der Zeit des Nationalsozialismus in Berlin ausgetragenen Olympischen Spiele 1936.

## Handlung
Der Prolog des ersten Teils (Fest der Völker) ist weltweit in der Filmszene bekannt: Die Bilder zeigen die Athener Akropolis, überblenden dann auf einzelne Köpfe antiker Athleten und Göttinnen, auf die Skulptur eines Diskuswerfers, den Diskobolos, der dann zu einem „lebenden Bild“ eines nackten Athleten wird, der am Meer in Zeitlupe Diskus, Speerwurf und Kugelstoßen präsentiert. Mit nackten Gymnastinnen, deren Bewegungen vom olympischen Feuer überblendet werden, und der Stafette olympischer Fackelträger durch Griechenland bis zum Berliner Olympiastadion wird die Antike in die moderne Zeit, das Berlin von 1936, geholt. Riefenstahl ließ sich von „Nelly“ (Elli Sougioultzoglou-Seraidari) beraten, die als griechische Fotografin und künstlerische Vertreterin der „Neuen Sachlichkeit“ bereits zuvor solche Aufnahmen gemacht hatte. Gedreht wurde der gesamte Prolog jedoch von Willy Zielke als Autor, Regisseur und Kameramann ohne Beteiligung von Riefenstahl.
Auch im zweiten Teil (Fest der Schönheit) gibt es wieder einen Prolog: Morgendlicher Wald, in dem Waldläufer in einer Reihe als Silhouetten auftauchen und nackt ins Wasser springen, Sauna, glänzende Athletenkörper, gegenseitiges Massieren und Schlagen mit Birkenreisern, lachende Gesichter unter der Dusche.
Noch bekannter ist der Abschluss des Films: Das Turmspringen der Männer, das zu einer Folge schwereloser Flüge in den Himmel wird. Im Stadion dann abendliche Beleuchtung, Glocken mit Geläut, olympische Flamme und Fahnenstangen, die sich einander zuneigen und mit Lorbeer geschmückt werden. Olympische Fahne und der „Lichtdom“, die Inszenierung von Albert Speer, beenden den Film.
In beiden Teilen wechselt die Kameraführung zwischen reportagehaftem Panorama, Schwenk, Passagen aus der Untersicht, in Zeitlupe, mit subjektiver Kamera, Parallelfahrten. Die Montage legt Schwerpunkte auf symbolische Überhöhung durch optische Überblendungen, auf emotionalisierende Musik oder auf die Spannung zwischen sportlichem Wettkampf und Publikumsanfeuerung. Der Schnitt stellt direkte optische Bezüge zwischen dem Siegeswillen der deutschen Olympioniken und Adolf Hitlers (bzw. Joseph Goebbels’ und Hermann Görings) Beifall her. Weitere Gestaltungsprinzipien sind die impressionistische Montage der Körper im Flug (Stabhochsprung, Turmspringen), die Montage eines exemplarischen Marathon-Dramas zwischen nachlassender Kraft (Beine in Zeitlupe) und anfeuerndem Willen (Straßenbilder im Zeitraffer zu motorischer Musik), Silhouetten auf dem Boden (Fechter) sowie der Wechsel zwischen rein musikalisch illustrierten Passagen und Teilen, die durch Sprecher und Publikumsreaktionen scheinbar authentisch kommentiert wirken.
Der Kommentar der deutschen Fassung betont rhetorisch die Analogie von sportlichem und kriegerischem Kampf, durchsetzt mit rassistischer Ideologie, etwa wenn es heißt: „Zwei schwarze Läufer gegen die Stärksten der weißen Rasse“.

### Erster Teil: Fest der Völker
Der Film beginnt mit Bildern griechischer Tempelruinen, griechischen Skulpturen und blendet über in die Darstellung der klassischen Disziplinen Diskuswurf, Kugelstoßen, Speerwurf und Gymnastik. Nach der Entzündung der olympischen Flamme wird der Fackellauf durch Südosteuropa nach Deutschland symbolisiert. Adolf Hitler erklärt die XI. Olympischen Spiele im Berliner Olympiastadion für eröffnet.
Die gesamte Palette der Leichtathletikwettbewerbe und ihrer Gewinner wird dargestellt.

### Zweiter Teil: Fest der Schönheit
Nach einer Einleitung, die das Olympische Dorf und die Freizeitgestaltung verschiedener Mannschaften zeigt, werden die anderen Sportarten (meist mit ihren Siegern) vorgestellt. Neben dem im ersten Teil des Films ausgelassenen Zehnkampf sieht man Turnen, Segeln, Fechten, Modernen Fünfkampf, Polo, Radsport (Straßenrennen), Boxen, Feldhockey, Fußball, Reiten (Military), Rudern, Schwimmen und Wasserspringen.
Der Film endet mit einem „Lichtdom“ über dem Olympiastadion, nach dem Verlöschen des olympischen Feuers.

## Hintergrund

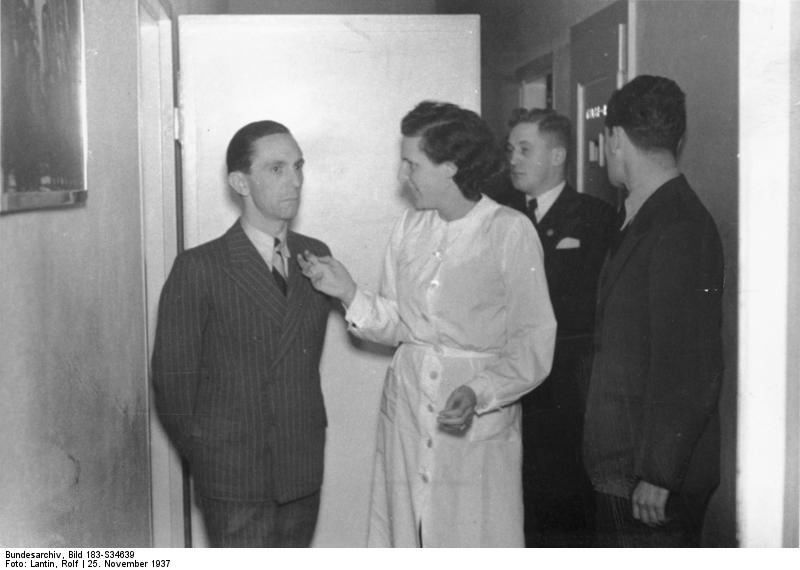
Riefenstahl und Goebbels bei Besprechungen zum Olympia-Film.

Im Zuge der Dreharbeiten wurden zahlreiche technische Neuerungen eingeführt, zum Beispiel eine vom Kameramann Walter Frentz selbst entwickelte Unterwasserkamera, die von Hans Ertl meisterhaft bedient wurde. Auch kamen Zeitlupen-Aufnahmen und Material aus kleinen Handkameras mit lediglich 5 Metern Film zum Einsatz. Riefenstahls ausschließlich aus Männern bestehendes Team experimentierte ebenfalls mit Aufnahmen aus Heißluftballons und einem Zeppelin. Die Fotografin „Nelly“ war beratend tätig.
Vor Beginn der Dreharbeiten wurden viele der Verfahren auf anderen Sportwettkämpfen getestet und perfektioniert. Während der Vorbereitungsphase und der Dreharbeiten selbst kam Riefenstahl des Öfteren in Konflikt mit Kampfrichtern, den Funktionären des IOC und Joseph Goebbels, die sich darüber beschwerten, dass ihre Kameras entweder die Athleten oder die geladenen Ehrengäste störten.
Zusätzlich zu den Aufnahmen der Wettkämpfe wurde unter der Leitung von Willy Zielke ein Prolog hergestellt, für den Szenen in Griechenland und auf der Kurischen Nehrung gedreht wurden. Da diese Aktaufnahmen von Tempeltänzerinnen enthielten, was in der damaligen Zeit alles andere als üblich war, vermutete Zielke, dass ihm Riefenstahl die Verantwortung für den Prolog übertragen hatte, um eventuell entstehenden Ärger auf ihn abwälzen zu können. Riefenstahl hatte den Prolog vor der Premiere gegen den Willen Zielkes umgeschnitten. Wenig später, im Jahr 1937, war Zielke in die Psychiatrie eingeliefert worden. Nach der Premiere im Jahr 1938 ließ Riefenstahl Zielkes Namen aus dem Abspann nehmen.
Insgesamt standen zum Schnitt ca. 400.000 m Film zur Verfügung, allein die erste Sichtung dauerte (bei 10–12 Stunden pro Tag) über zwei Monate. Die gesamte Postproduktion nahm zwei Jahre in Anspruch, was Riefenstahl in Konflikt mit Joseph Goebbels brachte, der den Film möglichst zeitnah auswerten wollte.
Riefenstahl arbeitete mit einem über 300-köpfigen Stab an dem Film inklusive 34 Kameramännern und mit einem Etat von 1,5 Millionen Reichsmark, den ihr Reichs-Propagandaminister Goebbels über eine Tarnfirma, die Olympia-Film GmbH, zufließen ließ. Trotzdem behauptete sie stets, den Film im Auftrag des IOC und nicht des NS-Regimes gedreht zu haben. Auch die Darstellung Riefenstahls, der „Olympia“-Film sei durch Verkauf der Verleihrechte an die Tobis unabhängig vorfinanziert worden, traf nicht zu. Ein entsprechender Verleihvertrag wurde erst Ende 1936 abgeschlossen. Nach dem Filmstart war es möglich, die Finanzierung durch die Kinoeinnahmen in Europa komplett an das Reich zurück zu überweisen. Trotz Protesten gegen die Hitlersequenzen im Film übertrafen die Auslandseinnahmen die der gesamten übrigen deutschen Jahres-Filmproduktion 1938. Mit den Beschäftigten der Ufa-Tonwoche, die ihre Filmaufnahmen der Spiele für den „Olympia“-Film zur Verfügung stellen mussten, kam ihr Stab auf insgesamt 300 Mitarbeiter. Riefenstahls Filmtruppe entzog den Wochenschauleuten bereits im Olympiastadion die besseren Kamerapositionen, drohte mit Entzug der Presseerlaubnis.

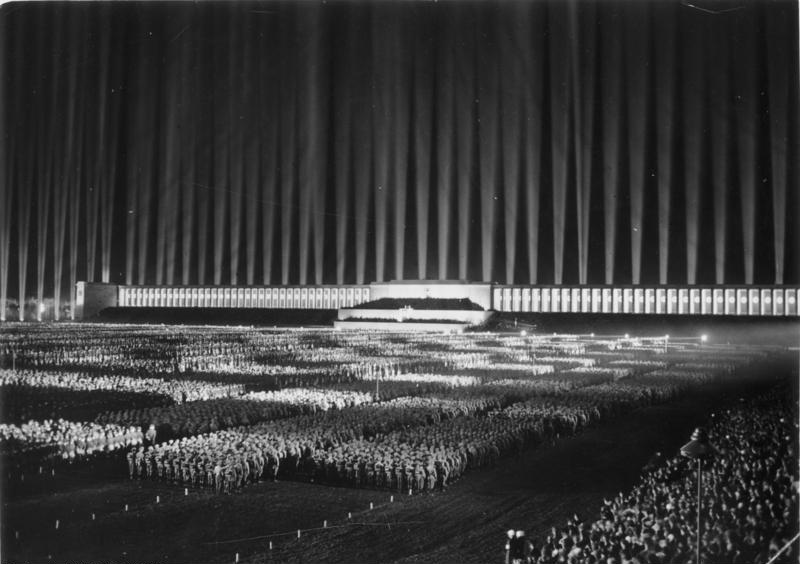
„Lichtdom“, Reichsparteitag in Nürnberg September 1936

Das Riefenstahl-Honorar erhöhte Goebbels während der Arbeit am Film von anfänglich 250.000 auf 400.000 Reichsmark.
Viele der im Film gezeigten Mittel zur Massen-Inszenierung entstammten den NS-Großveranstaltungen, wie die großangelegten Aufmärsche aus Fahnenträgern mit Hakenkreuzflaggen, oder dem Reichsparteitag am 11. September 1936 in Nürnberg, wie beispielsweise der von Hitlers Leibarchitekten Speer entworfene Lichtdom – der nach Löschen des Olympischen Feuers unter Zuhilfenahme von Flakscheinwerfern vom Stadion aus erstrahlte, und wurden später in die NS-Propaganda übernommen.

## Rezeption und Kritik

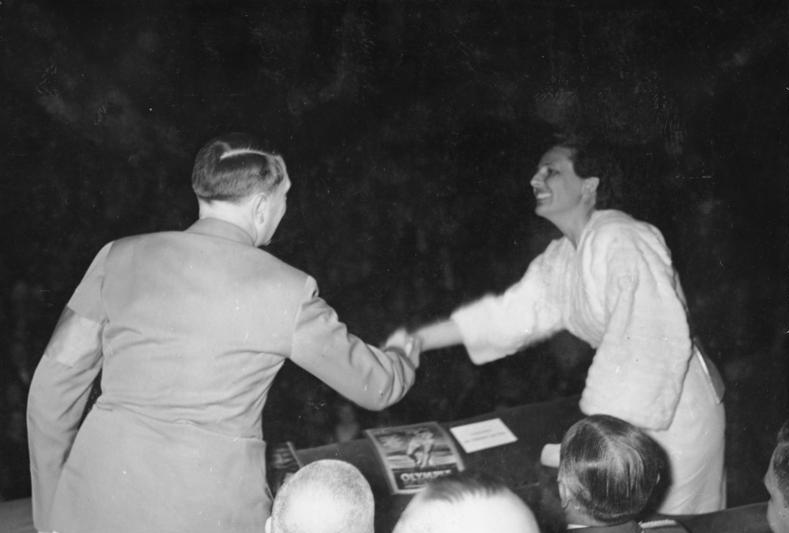
Uraufführung, Hitler schüttelt Riefenstahl die Hand. Auf dem Pult das Filmheft.

Uraufführung des Films war am 20. April 1938, Hitlers 49. Geburtstag, im Berliner Ufa-Palast. Riefenstahl nahm im Zuge der internationalen Auswertung an Premieren in 19 europäischen Hauptstädten teil, wo der Film größtenteils begeistert aufgenommen wurde, lediglich in Großbritannien regte sich Widerstand. Die angestrebte Vermarktung des Films in den Vereinigten Staaten scheiterte an Leni Riefenstahls Nähe zu den Nationalsozialisten: Ihre anfangs freundliche Aufnahme in New York wurde überschattet durch die drei Tage nach der dortigen Premiere in Deutschland stattfindende Reichspogromnacht am 9. November 1938, in deren Zuge zahlreiches jüdisches Eigentum, insbesondere Synagogen, zerstört, etwa 400 jüdische Bürger ermordet und 30.000 weitere in Konzentrationslager interniert wurden. Die New Yorker „Anti-Nazi-League“ (zu denen einige ihrer früheren Freunde aus der Weimarer Zeit gehörten), der New Yorker Bürgermeister Fiorello LaGuardia, dessen Mutter italienische Jüdin war, und das Motion Picture Artists Committee riefen erfolgreich zum Boykott des Films auf.
Die Meinungen der Kritiker über den Film waren geteilt. Einig war man sich weitgehend, dass der Film ästhetisch meisterhaft inszeniert sei. Kritisiert wurde er dagegen insbesondere für seine propagandistischen Elemente. Diese bestanden – neben der oft als „faschistischer Körperkult“ bezeichneten glorifizierenden Darstellung athletischer Körper – insbesondere in Auslassungen. So wurden etwa Schwarze beziehungsweise eindeutig nicht-weiße Teilnehmer nur dann gezeigt, wenn es unvermeidlich war, wie beispielsweise im Fall des afro-amerikanischen Leichtathleten Jesse Owens, der als erster Leichtathlet überhaupt bei Olympischen Spielen vier Goldmedaillen gewann. Außerdem wurden Ergebnisse, die dem Regime nicht gefallen konnten, kurzerhand verschwiegen. So wird beispielsweise das Finale des Hockeywettbewerbs (Deutschland gegen Indien) in Ausschnitten gezeigt, in denen Deutschland einen Treffer erzielt. Unerwähnt bleibt hingegen, dass Deutschland dieses Spiel 8:1 verlor.
Die französische Zeitung Le Figaro schrieb am 6. Juli 1938 über das Filmende in „Fest der Völker“:
„Und dann die olympische Flamme, die mit den Nationalhymnen in eine Atmosphäre steigt, wie sie günstiger für den Frieden in der Welt niemals geschaffen wurde.“
Die Schriftstellerin Susan Sontag attestierte Riefenstahls Film, er übersteige aufgrund seiner ästhetischen Qualitäten die Kategorien bloßer Propaganda. „Leni Riefenstahls Filmgenie bewirkte, daß der ‚Inhalt‘ – wenn auch vielleicht gegen ihre eigene Absicht – eine rein formale Rolle spielt.“ Michael Töteberg, Autor des Metzler Film Lexikons, widerspricht Sontag explizit: „Dem ist entgegenzuhalten: Die Form, sei es die Choreographie der Massen oder die Anbetung muskulöser Kämpfer, weist die politisch naive Leni Riefenstahl als Propagandistin des faschistischen Menschenbildes aus.“
Martin Loiperdinger kommt im Zuge einer detaillierten ikonographischen Analyse zu dem Ergebnis, dass der Film „geradezu ein Remake von Riefenstahls Parteitagsfilm Triumph des Willens ist“. Michael Töteberg verweist außerdem darauf, dass die Prologe zu beiden Teilen des Films „wie eine Kopie von Wege zu Kraft und Schönheit“ wirkten, einem Film mit Leni Riefenstahl in einer kleinen Rolle aus dem Jahr 1924/25.

## Auszeichnungen
Bereits der Werkfilm über die Entstehung der beiden Filmteile hatte 1937 bei der Pariser Weltausstellung eine Goldmedaille gewonnen.
Im Dritten Reich wurde Olympia von der dem Reichsministerium für Volksaufklärung und Propaganda unterstellten Filmprüfstelle mit den Prädikaten „staatspolitisch und künstlerisch besonders wertvoll“, „kulturell wertvoll“, „volksbildend“ und „Lehrfilm“ ausgezeichnet. Riefenstahl erhielt für den Film den Nationalpreis für Film 1938, den schwedischen Polar-Preis 1938, die Goldmedaille Coppa Mussolini des Jahres 1938 für den besten ausländischen Film auf den Internationalen Filmfestspielen von Venedig, eine olympische Goldmedaille vom Comitée International Olympique 1938 und den Griechischen Sportpreis. 1941 erhielt der Film einen Kinema Junpo Award in der Kategorie bester fremdsprachiger Film sowie beim Filmfestival in Lausanne 1948 im Nachhinein ein Olympisches Diplom. Das TIME-Magazin zählte den Film auch im Jahr 2010 noch zu den „100 besten Filmen aller Zeiten“. Die Filmbewertungsstelle Wiesbaden kennzeichnete die Film-Veröffentlichung der „entnazifizierten“ DVD mit dem Prädikat „besonders wertvoll“. Die Überblendungen zu den „Nazi-Größen“ beispielsweise fehlen darin.

## Verwertungsrechte
Der Film war sowohl ein Auftrag des IOC als auch des Reichsministeriums für Volksaufklärung und Propaganda. Finanziert wurde er aus Reichsmitteln. Dazu gründete Leni Riefenstahl mit ihrem Bruder Heinz Riefenstahl die Olympia-Film GmbH, die dem Propagandaministerium untergeordnet war.
Im weiteren Verlauf gab es zwischen Leni Riefenstahl und dem Bundesarchiv einen Streit über die Verwertungsrechte, der 1964 mit einem Vergleich aufgelöst wurde. Riefenstahl und die Transit (Vertriebs GmbH für Filme im Besitz des Bundes) einigten sich auf eine gemeinsame Eigentümerschaft. Riefenstahl durfte sich fortan als Eigentümerin der Verwertungsrechte bezeichnen und erhielt 70 % der Verleihgebühren.
2013 wurde bekannt, dass Leni Riefenstahl 2003 mit dem IOC über einen Verkauf der Verwertungsrechte verhandelt hatte. Dieser Verkauf wurde von der Regierung Gerhard Schröder unterstützt und erfolgte am 22. Dezember 2003. Die Bundesrepublik befand sich damals in einer Bewerbungsphase zur Ausrichtung der Olympischen Spiele 2012.
Nach dem Verkauf der Rechte ließ das IOC 2008/2009 eine restaurierte Originalfassung des Films erstellen. 2017 wurden die restaurierten Filme von The Criterion Collection als Teil der Sammlung 100 Years of Olympic Films: 1912–2012 erstmals auf DVD und Bluray veröffentlicht.
Die in Deutschland 1999 bzw. 2006 erschienenen DVDs enthalten eine von Riefenstahl in den 1950er Jahren erstellte gekürzte Schnittfassung, in der einige Nazisymbole und Auftritte Hitlers entfernt wurden.

## Rezeption
In den drei Versionen des Musikvideos zu Peter Gabriels Antikriegs-Lied Games Without Frontiers von 1980 werden auch Szenen aus diesem Propagandafilm verwendet.
Die Band Rammstein verwendete Ausschnitte des Films für ihr Musikvideo zu dem Lied Stripped (1998).